# Spelaren (opera)

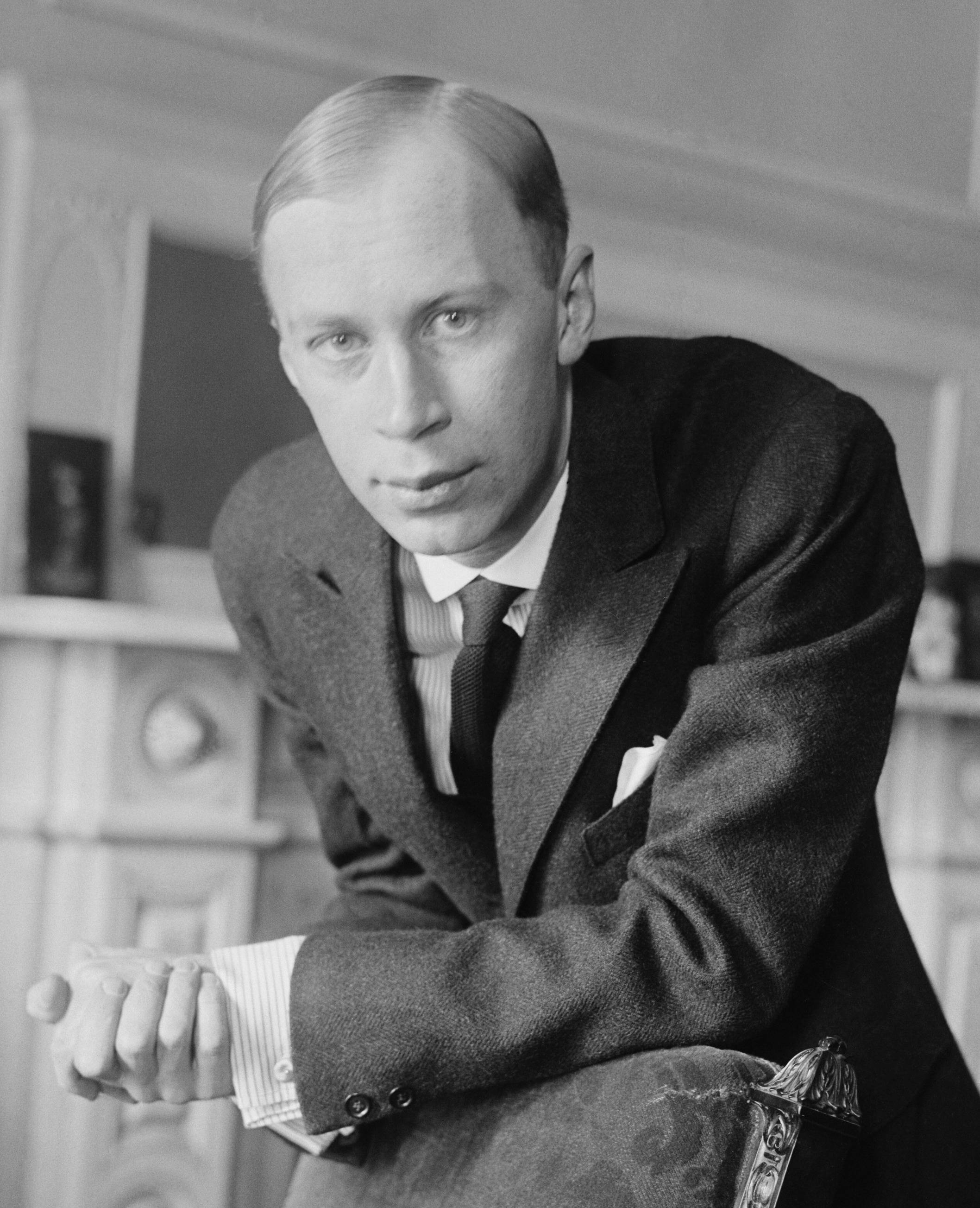
Sergej Prokofjev

Spelaren (Ryska: Игрок - Igrok) är en opera i fyra akter med text och musik av Sergej Prokofjev. Librettot skrevs av tonsättaren efter Fjodor Dostojevskijs kortroman Spelaren (1867).

## Historia
Prokofjev tillbringade nästan hela första världskriget i Petrograd där han 1915-17 förverkligade sin dröm att skriva en opera på Dostojevskijs  Spelaren. Det var den första betydande opera som byggde på en text av Dostojevskij. Prokofjev bearbetade själv librettot och gjorde få egna tillägg. Hans mål var att skriva en ny, berättande opera fri från påverkan av tidigare giganter såsom Richard Wagner, Pjotr Tjajkovskij och Nikolaj Rimskij-Korsakov. Operan saknar nästan helt tematiska ledmotiv, istället förekommer det korta, karaktäriserande motiv vilka antingen överdriver det naturliga tonfallet i ryska språket eller förstärker musikens handling.
Mariinskijteaterns dirigent Albert Coates lovade sätta upp operan, men redan under repetitionerna i januari 1917 blev det problem eftersom orkestern gjorde uppror, och februarirevolutionen satte punkt för förberedelserna för premiären. 1927-28 reviderade Prokofjev instrumentationen sedan han återvänt till Sovjetunionen efter nio års frånvaro, men fast det var på tal att sätta upp operan i Leningrad förföll tanken på nytt och premiären ägde rum först den 29 april 1929 på Théâtre de la Monnaie i Bryssel med titeln Le joueur. Efter premiären hördes inte operan av förrän kort tid före Prokofjevs död 1953, då Hermann Scherchen dirigerade den i Neapel.
Operans ryska urversion (1917) återupptäcktes och förberedes av Gennadij Rozjdestvenskij för dess första framställning, som han dirigerade på Bolsjojteatern i Moskva juni 2001.

## Personer
- Alexej, huslärare i generalens familj (tenor)
- Polina (Pauline), generalens myndling (sopran)
- Generalen (bas)
- Blanche, demimonde (mezzosopran)
- Markisen (tenor)
- Mr. Astley, en engelsman (baryton)
- Baronessan (stum)
- Baronen (bas)
- Farmodern ("Babulenka"), generalens faster (mezzosopran)
- Furst Nilskij (tenor)

## Handling
Generalen har spelskulder till markisen men hoppas ärva sin faster Babulenka. Hon grips emellertid också av familjens spellidelse och förlorar hela förmögenheten vid spelborden. Generalens styvdotter Polina måste därför gifta sig med markisen, men generalens huslärare som är förälskad i Polina, försöker vinna den summa som generalen är skyldig markisen så att äktenskapet skall förhindras. Han vinner ett mycket större belopp, men när han erbjuder Polina de 50 000 francs som generalen behöver kastar hon dem i ansiktet på honom och går sin väg.